# Arnaud II de La Porte
Arnaud II de La Porte (14 de octubre de 1737-23 de agosto de 1792), estadista francés, fue ministro de Marina y ministro de la Casa Real durante el reinado de Luis XVI.

## Primeros años y carrera
Nacido en Versalles, proveniente de una familia inmersa en las tradiciones del palacio, de La Porte pronto siguió los pasos de sus antepasados. Su tío bisabuelo fue Michel-Richard Delalande, compositor de la corte de Luis XIV; su abuelo fue el primer comisario de Marina Joseph Pellerin; su padre, Arnaud I de La Porte, fue también primer comisario; y su tío, Joseph Pellerin Jr., fue intendente de la Armada Naval, habiendo servido todos ellos bajo los reinados de Luis XV y Luis XVI.
Arnaud II de La Porte trabajó en la oficina de su padre en 1755, con dieciocho años, uniéndose a su tío en la marina al año siguiente. Siguió trabajando para el gobierno con posterioridad, ocupando en 1783 la intendencia de Comercio Exterior y Marítimo.

## Revolución francesa
Nombrado ministro de Marina durante el efímero ministerio del barón de Breteuil el 12 de julio de 1789, de La Porte emigró a España como consecuencia de la toma de la Bastilla dos días después. En tales circunstancias, Luis XVI necesitaba sirvientes que fuesen fieles a la corona, siendo de La Porte uno de los pocos que respondió al llamado del monarca. Fue nombrado ministro de la Casa Real en diciembre de 1790, lo que le otorgó control directo sobre las importantes sumas de dinero consideradas patrimonio personal del rey, no estando sujetas a auditoría pública. De La Porte pronto se convirtió en confidente de Luis XVI, quien le otorgó grandes sumas de dinero para ser distribuidas con el fin de moderar el rápido radicalismo revolucionario. Más de 1500 personas entre actores, cantantes y oradores fueron empleadas para este fin, con un coste mensual superior a 200.000 libras. En 1791, de La Porte fundó el "Club Nacional" en el Carrousel. A pesar de su estrecha colaboración con Mirabeau, y sobre todo tras la prematura muerte de este último, los esfuerzos llevados a cabo por de La Porte resultaron ser infructuosos.
Advirtiendo el peligro que se avecinaba, de La Porte, quien se reunía diariamente con Luis XVI en sus apartamentos en el Pavillon de l'Infante en el Louvre (por aquel entonces conectado al Palacio de las Tullerías), propuso un plan al monarca en un intento por salvar su vida. De La Porte había descubierto previamente una habitación secreta en el apartamento que ocupaba en el palacio, y considerando que los guardias no advertirían la existencia de dicho cuarto debido a que realizaban el mismo recorrido a diario, aconsejó a Luis XVI ocultarse en él tras una de sus reuniones diarias hasta que pudiese ser sacado sano y salvo del complejo palaciego. El rey, no obstante, rechazó dicha propuesta. El conde Fersen, amigo de la reina María Antonieta, tendría más éxito convenciendo al monarca de escapar unos meses más tarde. Cuando la familia real huyó en la conocida como fuga de Varennes, de La Porte, quien permaneció en París, recibió el encargo, por parte del rey, de leer una carta explicando los motivos de su huida ante la Asamblea Constituyente.
Detenidos cerca de la frontera, los monarcas fueron devueltos inmediatamente a París. Tras el asalto a las Tullerías el 10 de agosto de 1792, de La Porte fue arrestado por haber distribuido fondos secretos, siendo acusado de traición y convirtiéndose, el 23 de agosto del mismo año, en la segunda víctima política de la guillotina. En un gesto macabro, con ocasión del aniversario de Luis XVI, su cabeza decapitada fue presentada como obsequio al monarca, por aquel entonces prisionero junto a su familia en el Temple.
Sus servicios y su posterior sacrificio fueron destacados tras la Restauración por el hermano más joven del rey, Luis XVIII, siendo su hijo, Arnaud III de La Porte, reconocido con el título de barón en 1822. Este título sigue siendo ostentado por sus descendientes.